# Perl (Mosel)
Perl (moselfränkisch Pärel, Pierel, Pirel) ist eine Gemeinde im Landkreis Merzig-Wadern im Saarland mit 14 Ortsteilen.

## Geographie

### Lage
Perl liegt im Dreiländereck Deutschland-Frankreich-Luxemburg an den Hängen rechts der Obermosel (siehe auch Roderborn) und zieht sich weit auf den Moselgau hinauf. Auf der anderen Moselseite liegt Luxemburg mit den Ortschaften Schengen und Remich. Die Gemeinde Perl wird im Westen (Gemarkungen Besch, Nennig und Perl) von der Mosel begrenzt, die hier die Grenze zu Luxemburg bildet. Da die Mosel hier auf einer Länge von rund zehn Kilometern den saarländischen Teil des gemeinschaftlichen deutsch-luxemburgischen Hoheitsgebiets bildet, das nicht zur Gemeinde gehört, grenzt Perl strenggenommen an dieses Gebiet und dadurch nicht direkt an den links der Mosel gelegenen luxemburgischen Kanton Remich. Im Süden grenzt die Gemeinde an Apach mit Belmach und Merschweiller in Frankreich (Lothringen), im Norden an Palzem und Kirf in Rheinland-Pfalz, im Osten an die Gemeinde Mettlach im Saarland.
Der höchste Punkt der Gemeinde ist der unmittelbar an der französischen Grenze gelegene Schneeberg in Eft mit einer Höhe von 429 m ü. NHN.
Durch Perl fließen der Engertsbungertbach und der Lonnenbach, die dort in die Mosel münden.

### Gemeindegliederung

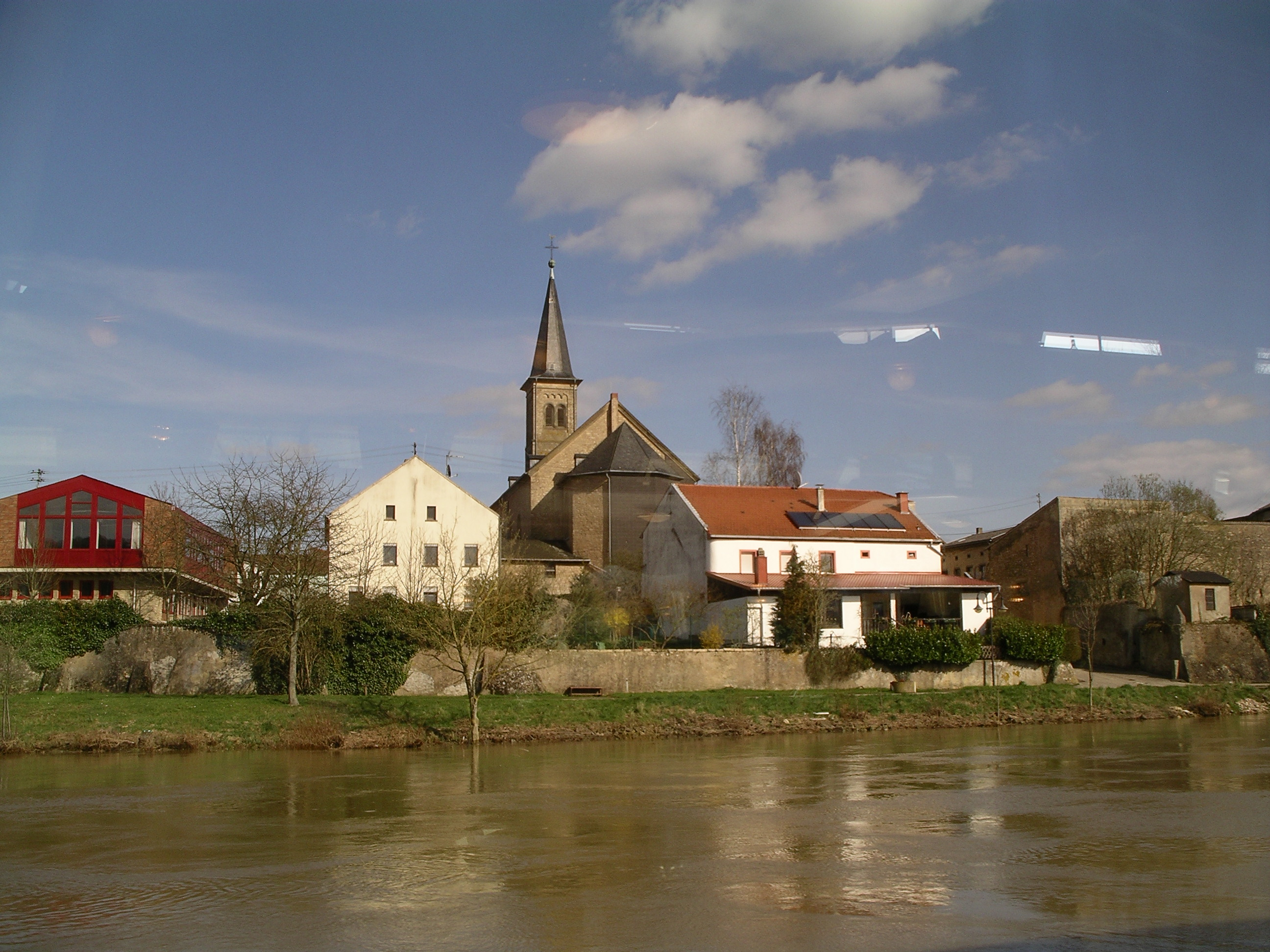
Besch an der Mosel

Die Gemeinde Perl gliedert sich 14 Ortsteile, die elf Gemeindebezirken zugeordnet sind. Einwohnerzahlen:
| Ortsteil           | Fläche    | 1990 | 2000 | 2010 | 2015 | 2020  | 2023 |
| ------------------ | --------- | ---- | ---- | ---- | ---- | ----- | ---- |
| Besch              | 7,82 km²  | 1123 | 1153 | 1366 | 1382 | 1506  | 1580 |
| Borg               | 7,98 km²  | 410  | 366  | 407  | 395  | 430   | 412  |
| Büschdorf          | 4,23 km²  | 227  | 252  | 317  | 302  | 306   | 286  |
| Eft-Hellendorf     | 9,92 km²  | 260  | 267  | 304  | 302  | 308   | 302  |
| Keßlingen          | 2,34 km²  | 128  | 136  | 157  | 121  | 108   | 104  |
| Münzingen          | 1,78 km²  | 47   | 35   | 53   | 52   | 48    | 58   |
| Nennig             | 9,73 km²  | 907  | 986  | 1283 | 1364 | 1.430 | 1535 |
| Oberleuken         | 7,14 km²  | 468  | 479  | 517  | 561  | 568   | 603  |
| Oberperl           | 3,05 km²  | 317  | 344  | 473  | 471  | 517   | 528  |
| Perl               | 2,96 km²  | 1300 | 1618 | 2213 | 2277 | 2426  | 2557 |
| Sehndorf           | 2,73 km²  | 223  | 209  | 238  | 236  | 239   | 225  |
| Sinz               | 6,72 km²  | 277  | 271  | 385  | 356  | 385   | 486  |
| Tettingen-Butzdorf | 4,77 km²  | 298  | 290  | 383  | 391  | 433   | 449  |
| Wochern            | 3,88 km²  | 142  | 152  | 183  | 189  | 192   | 218  |
| Insgesamt          | 75,06 km² | 6127 | 6558 | 8279 | 8399 | 8896  | 9343 |

Oberleuken, Keßlingen und Münzingen sowie Tettingen-Butzdorf und Wochern bilden jeweils einen gemeinsamen Gemeindebezirk, die übrigen Gemeindebezirke sind mit den Ortsteilen identisch.

### Ortsteil Besch
Besch ist mit 1.580 Einwohnern der größte Ortsteil nach Perl. Besch (in historischen Schreibungen auch Bassius, Bessiacum, Bessich, Biske, Piche und Becha) wurde erstmals 893 urkundlich als Geschenk an die Trierer Abtei St. Maximin erwähnt. Die Moselpromenade bei Besch ist als Teil des Moselsteigs bei Fahrradfahrern und Wanderern sehr beliebt.

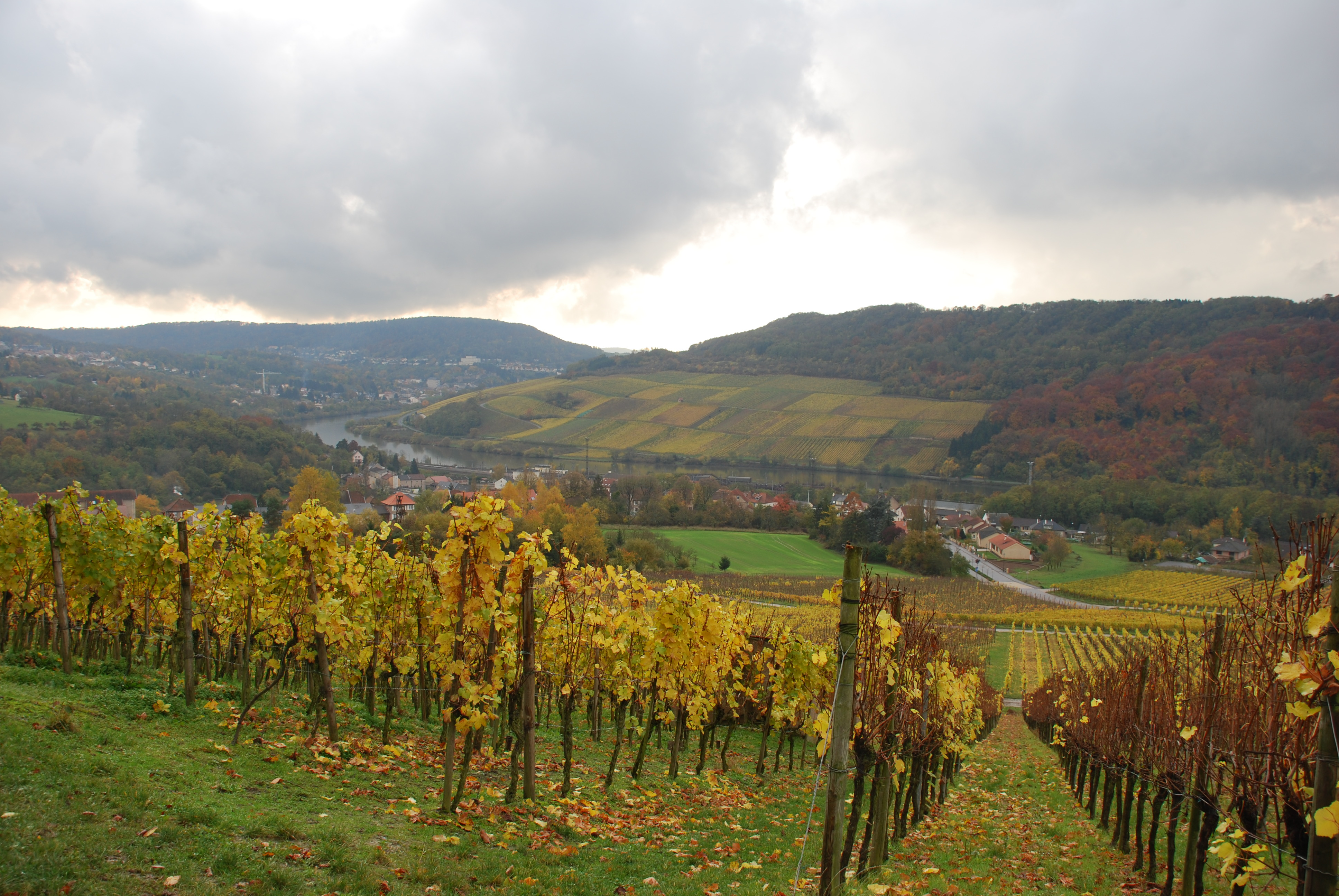
Dreiländereck: Blick von Perl auf die Mosel, auf Luxemburg und Frankreich.

### Ortsteil Perl
Der Ortsteil Perl zieht sich vom Moselufer zwischen den Weinbergen den Hang hinauf. Perl liegt direkt an der Grenze zum französischen Département Moselle. Grenzort ist Apach. Der Gehannesbour mündet in die Mosel. Unmittelbar vor der Grenze mit Frankreich liegt die Moselschleuse Apach. Auf der anderen Flussseite liegt das luxemburgische Schengen. In Perl gibt es mehrere Discounter, Geschäfte und Restaurants. Diese ziehen wegen im Vergleich zu den Nachbarländern billigeren Angeboten zahlreiche Käufer, vor allem aus Frankreich, an.

### Ortsteil Eft-Hellendorf
Eft-Hellendorf hat 302 Einwohner. Der Ort liegt im Saargau am Schneeberg, der höchsten Erhebung der Gemeinde Perl. Die erste Erwähnung stammt aus der Zeit um 1130. Durch die beiden Ortsteile Eft und Hellendorf fließt der Leukbach, der in Eft entspringt.

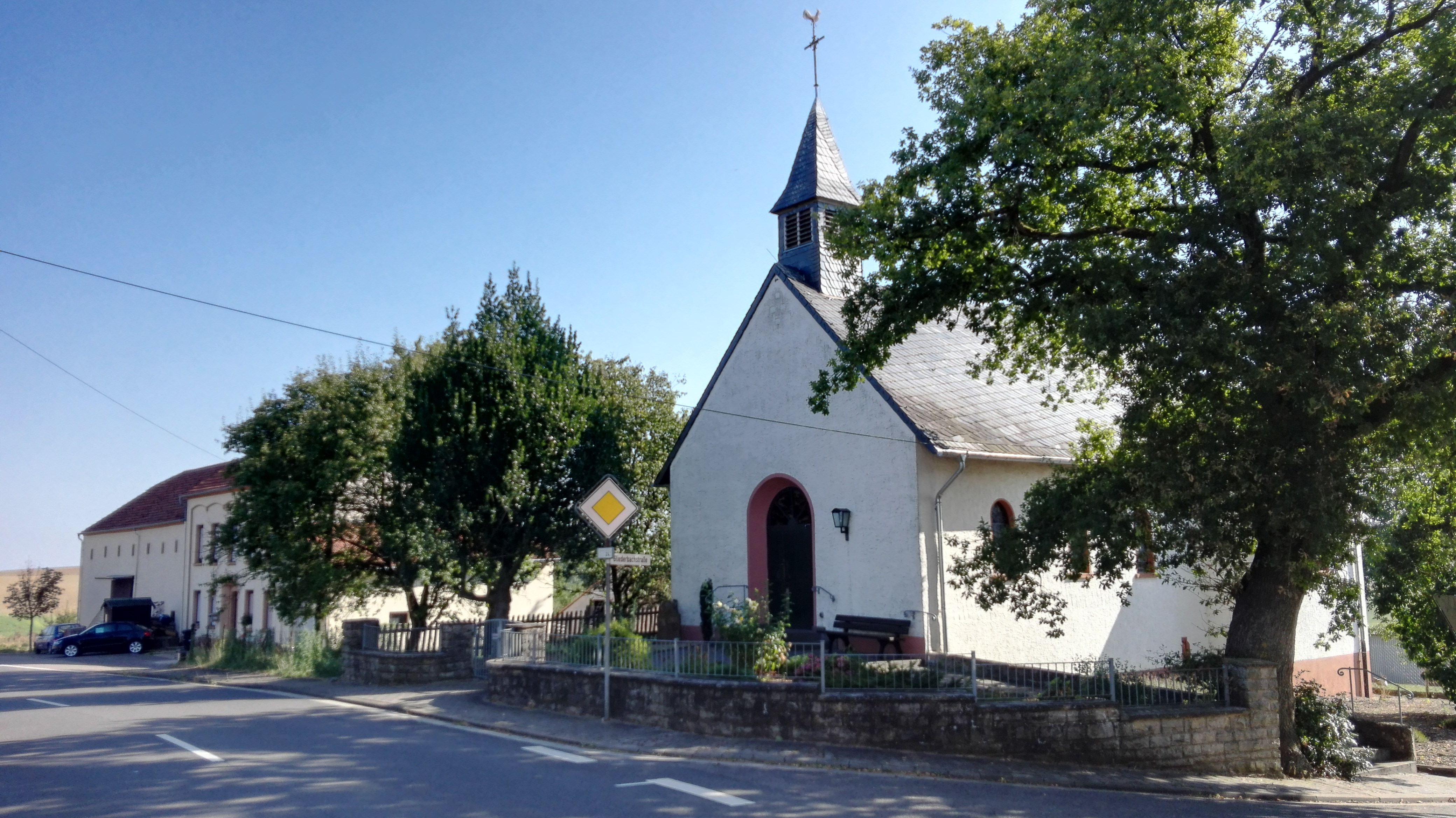
Münzingen, Filialkirche St. Wendalinus

### Ortsteil Münzingen
Münzingen ist der kleinste Ortsteil der Gemeinde Perl. Münzingen hat 58 Einwohner und liegt 360 m hoch auf dem Saargau an der Grenze zu Rheinland-Pfalz. Der Ort wird 1533 erstmals urkundlich erwähnt. Die „greiffenklauschen Höfe zu Keßlingen und Münzingen“ werden 1662 erwähnt. Ein Kuriosum ist, dass Münzingen (obwohl im Saarland gelegen) kirchlich als Filiale zur Pfarrei Kirf (Rheinland-Pfalz) gehört.

### Ortsteil Nennig
Nennig hat 1.535 Einwohner und ist Grenzort zu Rheinland-Pfalz und Luxemburg. Nennig wird erstmals 924 urkundlich erwähnt, aber die römische Villa mit dem berühmten Mosaikfußboden und der am Ortsrand befindliche Grabhügel beweisen, dass der Ort schon zur Römerzeit besiedelt war. Zweihundert Meter nordwestlich des Römischen Mosaikfußbodens steht die Pfarrkirche St. Martin.
Aus dem Mittelalter stammen zwei Schlösser: die 1180 erbaute Wasserburg Berg, welche heute das von der Saarland-Sporttoto GmbH gebaute Spielcasino „Casino Schloss Berg“ mit angeschlossenem Luxushotel und Restaurant beherbergt; das andere ist das um 1340 erbaute Schloss Bübingen, das gegen Ende des Zweiten Weltkriegs zerstört wurde und heute als Ruine nicht mehr frei zugänglich ist.

## Geschichte

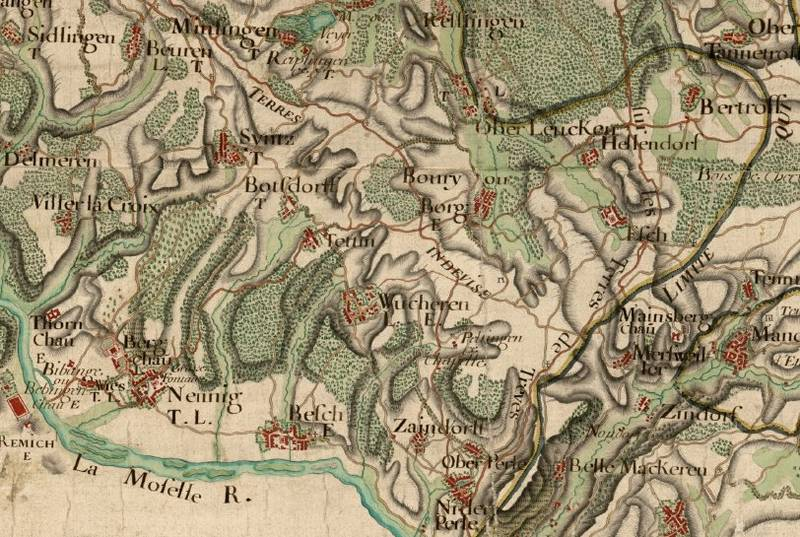
Perl und Umgebung 1730

Siedlungsspuren aus der Mittelsteinzeit finden sich in Perl und Umgebung ebenso wie Grabfelder aus Bronze- und Eisenzeit. Keltische Ortsnamen und römische Bauwerke belegen die Attraktivität des Standortes zu allen Zeiten. Die römische Villa in Nennig stammt aus dem 4. Jahrhundert und wurde wohl bei der Normannenschlacht 882 zerstört. Mittelalterliche Burgen und Kirchen sind weitere Zeugen einer bewegten Vergangenheit. Die ältesten schriftlichen Nennungen stammen aus dem 9. Jahrhundert.
Bis Ende des 18. Jahrhunderts waren die heute zur Gemeinde Perl gehörenden Ortsteile landesherrlich Teile unterschiedlicher Territorien. In der sogenannten Franzosenzeit waren sie insgesamt drei unterschiedlichen Departements unterstellt. Im Februar 1814 wurden die zuvor zum Kanton Saarburg im Saardepartement gehörenden Orte Teil des provisorischen Generalgouvernements Mittelrhein. Nach dem Pariser Frieden vom Mai 1814 wurden die vier ursprünglich luxemburgischen bzw. zuvor zum Wälderdepartement gehörenden Orte in den Kanton Saarburg überstellt.
Auf dem Wiener Kongress (1815) wurde der Kanton Saarburg zunächst Österreich zugeordnet. Schließlich wurden auch die drei zuvor lothringischen Orte auf dem Zweiten Pariser Frieden (1815) von Frankreich abgetreten. Zum 1. Juli 1816 kam das gesamte heute zur Gemeinde Perl gehörende Gebiet zum Königreich Preußen.
Unter der preußischen Verwaltung kamen alle Ortschaften zum neu geschaffenen Kreis Saarburg im Regierungsbezirk Trier, der von 1822 an zur Rheinprovinz gehörte.
Übersicht über die früheren Zugehörigkeiten der Ortsteile von Perl:
| Ortsteil heute     | Territorium vor 1792                                                             | Department, Kanton vor 1815    | Kreis, Bürgermeisterei nach 1815 |
| ------------------ | -------------------------------------------------------------------------------- | ------------------------------ | -------------------------------- |
| Besch              | Herzogtum Luxemburg, Quartier Remich                                             | Wälder, Remich                 | Saarburg, Perl                   |
| Borg               | Herzogtum Luxemburg, Quartier Remich                                             | Wälder, Remich                 | Saarburg, Perl                   |
| Büschdorf          | Herzogtum Lothringen, Bailliage de Bouzonville                                   | Moselle, Sierck                | Saarburg, Orscholz               |
| Eft-Hellendorf     | Herzogtum Lothringen, Bailliage de Bouzonville                                   | Moselle, Sierck                | Saarburg, Orscholz               |
| Keßlingen          | Kurfürstentum Trier, Amt Saarburg                                                | Wälder, Remich                 | Saarburg, Perl                   |
| Münzingen          | Kurfürstentum Trier, Amt Saarburg                                                | Saar, Saarburg                 | Saarburg, Sinz                   |
| Nennig             | Herzogtum Luxemburg, Quartier Remich Kurfürstentum Trier, Amt Saarburg           | Wälder, Remich Saar, Saarburg  | Saarburg, Nennig                 |
| Oberleuken         | Herzogtum Lothringen, Bailliage de Bouzonville Kurfürstentum Trier, Amt Saarburg | Moselle, Sierck Saar, Saarburg | Saarburg, Perl                   |
| Oberperl           | Herrschaft Perl (Domkapitel Trier)                                               | Saar, Saarburg                 | Saarburg, Perl                   |
| Perl               | Herrschaft Perl (Domkapitel Trier)                                               | Saar, Saarburg                 | Saarburg, Perl                   |
| Sehndorf           | Herrschaft Perl (Domkapitel Trier)                                               | Saar, Saarburg                 | Saarburg, Perl                   |
| Sinz               | Kurfürstentum Trier, Amt Saarburg                                                | Saar, Saarburg                 | Saarburg, Sinz                   |
| Tettingen-Butzdorf | Kurfürstentum Trier, Amt Saarburg                                                | Saar, Saarburg                 | Saarburg, Perl                   |
| Wochern            | Herzogtum Luxemburg, Quartier Remich                                             | Wälder, Remich                 | Saarburg, Perl                   |

Anmerkungen:
1. ↑  Nennig mit Wies und Berg war ein Kondominium, das dem Kurfürsten von Trier und dem Herzog von Luxemburg gemeinschaftlich gehörte.
2. ↑  Das Dorf Oberleuken war geteilt: links der Leuk gehörte es zum Kurfürstentum Trier und rechts der Leuk zum Herzogtum Lothringen.

Nach dem Zweiten Weltkrieg kamen die heute zu Perl gehörenden Ortschaften zunächst zur französischen Besatzungszone und wurden 1946 von der französischen Militärregierung in das Saargebiet eingegliedert (siehe auch: Liste der 1946 vom Anschluss an das Saarland betroffenen Gemeinden). Zum 7. Juni 1947 erfolgte der Wechsel zum Landkreis Merzig-Wadern.
Im Zuge der saarländischen Gebiets- und Verwaltungsreform wurde am 1. Januar 1974 aus den 14 bis dahin selbständigen Gemeinden Besch, Borg, Büschdorf, Eft-Hellendorf, Keßlingen, Münzingen, Nennig, Oberleuken, Oberperl, Perl, Sehndorf, Sinz, Tettingen-Butzdorf und Wochern die neue Gemeinde Perl.

### Einwohnerentwicklung
| Perl: Einwohnerzahlen von 1990 bis 2024 | Perl: Einwohnerzahlen von 1990 bis 2024 | Perl: Einwohnerzahlen von 1990 bis 2024 | Perl: Einwohnerzahlen von 1990 bis 2024 | Perl: Einwohnerzahlen von 1990 bis 2024 |
| --------------------------------------- | --------------------------------------- | --------------------------------------- | --------------------------------------- | --------------------------------------- |
| Jahr                                    |                                         |                                         |                                         | Einwohner                               |
| 1990                                    | 1990                                    |                                         | 6.127                                   | 6.127                                   |
| 2000                                    | 2000                                    |                                         | 6.558                                   | 6.558                                   |
| 2010                                    | 2010                                    |                                         | 8.279                                   | 8.279                                   |
| 2015                                    | 2015                                    |                                         | 8.399                                   | 8.399                                   |
| 2020                                    | 2020                                    |                                         | 8.896                                   | 8.896                                   |
| 2024                                    | 2024                                    |                                         | 9.503                                   | 9.503                                   |
|                                         |                                         |                                         |                                         |                                         |

## Politik

### Gemeinderat
| Parteien        | 2024   | 2024   | 2024    | 2024   | 2019   | 2019   |
| Parteien        | Anteil | Sitze  | ±Anteil | ±Sitze | Anteil | Sitze  |
| --------------- | ------ | ------ | ------- | ------ | ------ | ------ |
| CDU             | 48,7 % | 13     | +6,7 %  | +2     | 42,0 % | 11     |
| SPD             | 35,4 % | 10     | +0,1 %  | ±0     | 35,3 % | 10     |
| Grüne           | 8,4 %  | 2      | −6 %    | −2     | 14,4 % | 4      |
| FDP             | 7,5 %  | 2      | −0,9 %  | ±0     | 8,4 %  | 2      |
| Wahlbeteiligung | 55,9 % | 55,9 % | −0,1 %  | −0,1 % | 56,0 % | 56,0 % |

### Bürgermeister
- 1989 – 31. Oktober 2007: Anton Hoffmann, CDU
- 1. November 2007 – 31. Oktober 2015: Bruno Schmitt, SPD
- ab 1. November 2015: Ralf Uhlenbruch, CDU

### Wahlergebnisse Bürgermeisterwahl
Direktwahl des Bürgermeisters am 4. März 2007:
- Cilli Willkomm (CDU): 39,5 %
- Bruno Schmitt (SPD): 60,5 %

Direktwahl des Bürgermeisters am 28. Juni 2015:
- Ralf Uhlenbruch (CDU): 55,2 %
- Michael Fixemer (SPD): 44,8 %

### Wappen
Blasonierung: Gespalten von Silber und Rot, vorne ein roter Schrägbalken, darin pfahlweise drei silberne Jakobsmuscheln, belegt mit einem fünflätzigen blauen Turnierkragen, hinten zwei schräggekreuzte silberne Schlüssel mit Vierkantreite, Bärte auswärts gewendet.

## Wirtschaft und Infrastruktur

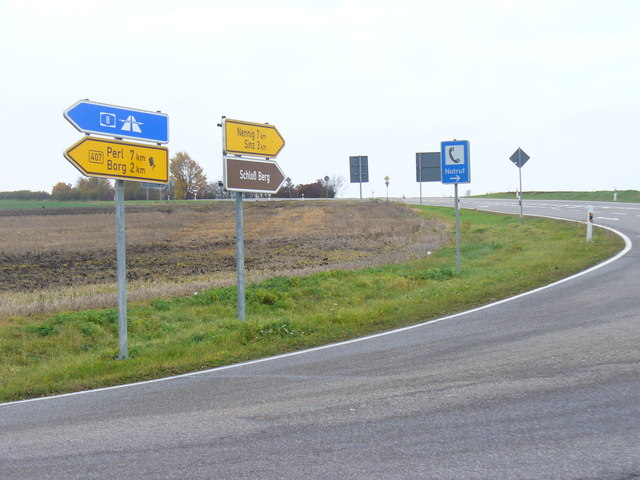
Potsdamer Platz

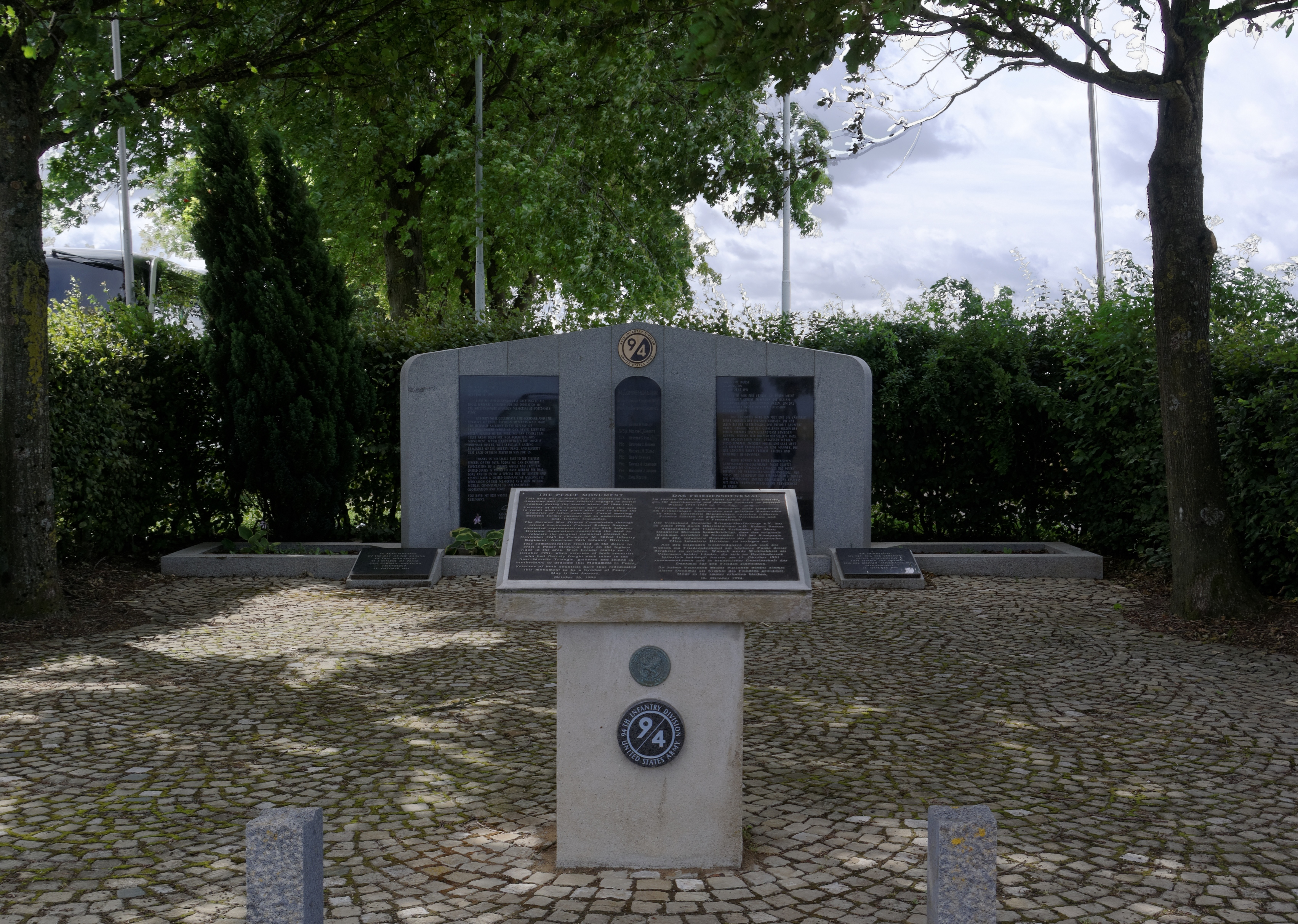
Friedensdenkmal

Perl ist die einzige Weinbaugemeinde des Saarlandes. Das bedeutet: Saarländischer Wein wird nur an der Mosel angebaut. Der Weinanbau an der Saar findet nur zwischen Serrig und der Mündung bei Konz in Rheinland-Pfalz statt. Perl gehört zum Weinbaugebiet Mosel (früher Mosel-Saar-Ruwer), Bereich Moseltor. Als Großlage für das Gebiet der Gemeinde Perl wurde Schloß Bübingen festgelegt. Moselabwärts schließt der Bereich Obermosel an.
Perl war Stammsitz des Arzneimittelimporteurs Kohlpharma. Der Hauptsitz wurde inzwischen nach Merzig verlegt. Ein Teil der Firma verblieb weiterhin in Perl.
Außerdem befinden sich viele Einzelhandelsläden und Supermärkte in der Ortschaft, indem auch viele Käufer aus den Nachbarländern (vor allem Franzosen und Luxemburger) einkaufen.
Perl-Borg ist auch Hauptsitz der Fixemer Logistics GmbH, gegründet 1951 von Karl Fixemer. Fixemer Logistics ist ein mittelständisches Transport- und Logistikunternehmen und zählt zu den größten Transportdienstleistern Europas. In der Gemeinde Perl ist Fixemer der größte Arbeitgeber.
Bei Perl befindet sich der Sender Moseltal.

### Verkehr

#### Öffentliche Verkehrsmittel
Perl liegt an der Eisenbahnstrecke, die Thionville mit Trier verbindet, welche auch als obere Moseltalstrecke oder obere Moseltalbahn bezeichnet wird. Auf dem Gemeindegebiet gibt es den Bahnhof Perl sowie die Haltestellen Besch und Nennig. Tagsüber verkehren Züge im quasi Stundenrhythmus zwischen Perl und Trier in beide Richtungen mit den Linien RB81, RB82 und RE16. Grenzübergreifend wurde die Strecke über mehrere Jahre ausschließlich vom Güterverkehr befahren. Am 10. Juni 2007 wurde der grenzüberschreitende Personenverkehr auf der Obermoselstrecke wieder in Betrieb genommen. Züge verkehren vorläufig aber nur am Wochenende. Damit ist Perl an die TGV-Bahnhöfe Metz und Thionville angebunden. Zurzeit (2023) gibt es an den Wochenenden und Feiertagen eine tägliche direkte Zugverbindung in beide Richtungen zwischen Trier und Metz über Thionville, mit Halt in Perl.
Perl ist auch an verschiedene deutsche und grenzüberschreitende Buslinien angeschlossen.

#### Straßenverkehr
Über die europäische Autobahn E 29 (deutsche Bundesautobahn A 8) ist Perl an das überregionale Straßennetz nicht nur in Deutschland, sondern auch zum Süden des Großherzogtums Luxemburg und nach Belgien angebunden. Mit dem Viadukt von Schengen über die Mosel ist seit 2003 die deutsche A 8 direkt mit der luxemburgischen Autoroute 13 verbunden.
Die Bundesstraße 406 führt über die Remicher Brücke nach Remich und die Bundesstraße 407 über die Schengener Brücke nach Schengen in Luxemburg. Perl liegt zudem an der Bundesstraße B 419 mit Verbindung nach Trier durch das Moseltal. Im Süden schließt die B 419 an die französische Straße D 654 Route de Trèves in Apach an.
Die Kreuzung der Straßen von Sinz nach Oberleuken (B 406 und L 177) und von Borg nach Münzingen (B 407) wird als Potsdamer Platz bezeichnet. Westlich davon befindet sich an der B 406 ein Friedensdenkmal.

#### Fahrrad
Perl liegt am Mosel-Radweg, der entlang der Mosel bis zur Mündung in Koblenz führt.

## Bildung

### Kindertageseinrichtungen
- Kindertagesstätte St. Franziskus Besch
- Kindertagesstätte St. Martin Nennig
- Kindertagesstätte St. Quirinus Perl
- Kindertagesstätte Leukbachtal Oberleuken

Quelle perl.saarland:

### Grundschule
- Grundschule Dreiländereck Perl[15]

### Weiterführende Schule
- Deutsch-Luxemburgisches Schengen-Lyzeum Perl[15]

## Kultur und Sehenswürdigkeiten

### Sehenswürdigkeiten
- Römische Villa in Nennig mit Mosaikfußboden
- Rekonstruierte Römische Villa Borg
- Römischer Tumulus in Nennig
- Moseltal
- Palais von Nell und Park von Nell
- Kriegsgräberstätte Besch

### Veranstaltungen
- jährlich: 1. Mai – Quirinus-Ritt in Perl mit Pferde-Segnung und Perler Kirmes (Pierler Dag)
- jährlich: Ende Oktober – Wein- und Kellertagefest in Perl (4 Tage)
- jährlich: Mitte August Kirmestreiben in Merschweiller
- jährlich: Ende August – Saarländisches Moselweinfest in Nennig
- jährlich: 15. August – Kirmes in Sehndorf
- jährlich: Letztes August-Wochenende – Michaelsfest in Büschdorf

### Freizeit
Perl liegt an der Moselgau-Schleife des Saarland-Rundwanderweges. Der Ort ist Anfangspunkt des Saar-Hunsrück-Steigs und des Moselsteigs. Der Jakobsweg verläuft von Trier her kommend ebenfalls über das Gemeindegebiet. Der „Panoramaweg Perl“ ist einer der wenigen Premiumwanderwege, die auf deutschem und französischem Gebiet liegen. Rund um die Villa Borg herum verläuft der „Villa Borg Trail“, ebenfalls ein Premiumweg. Außerdem verläuft der Moselradweg durch die Ortsteile Nennig, Besch und Maimühle. Im Ortsteil Perl liegt das Hallenbad „PerlBad“.

### Sport
2021 bewarb sich die Gemeinde als Host Town für die Gestaltung eines viertägigen Programms für eine internationale Delegation der Special Olympics World Summer Games 2023 in Berlin. 2022 wurde sie als Gastgeberin für Special Olympics Haiti ausgewählt. Damit wurde sie Teil des größten kommunalen Inklusionsprojekts in der Geschichte der Bundesrepublik mit mehr als 200 Host Towns.

## Persönlichkeiten

### In Perl geboren
- Karl Eduard Heusner (1843–1891), Vizeadmiral
- Albert Grégoire (1865–1949), Reichstagsabgeordneter
- Nikolaus Simmer (1902–1986), Politiker (NSDAP) und Oberbürgermeister von Koblenz (1940–1945)
- Aloysius Winter (1931–2011), Theologieprofessor
- Karl Peter Fixemer (1931–2024), Unternehmer
- Rudolf Heinz (* 1937), Philosoph, Psychoanalytiker und Musikwissenschaftler
- Edmund Kütten (* 1948), Politiker, Landtagsabgeordneter (seit 2004)
- Valerie Krupp (* 1983), Professorin für Musikpädagogik und Rektorin der Hochschule für Musik Mainz

### Mit Perl verbunden
- Christian Bau (* 1971), Koch